# Nabilpaga-Yorga
Ne doit pas être confondu avec Napo-Nabilpaga.
Nabilpaga-Yorga est une commune rurale située dans le département de Sapouy de la province du Ziro dans la région du Centre-Ouest au Burkina Faso.